# Червона Поляна (Костянтинівська сільська громада)
Черво́на Поля́на — село в Україні, у Костянтинівській сільській громаді Каховського району Херсонської області. Населення — 698 осіб.

## Історія
Село засноване 1921 року і перебувало у складі Горностаївського району.
12 грудня 2016 року, в ході децентралізації, Червонополянська сільська рада об'єднана з Костянтинівської сільською громадою.
19 липня 2020 року, в результаті адміністративно-територіальної реформи та ліквідації Горностаївського району, село увійшло до складу новоутвореного Каховського району.
З 24 лютого 2022 року село тимчасово окуповане російськими військами під час російсько-української війни..
22 червня 2023 року рішенням Національної комісії зі стандартів державної мови віднесено до списку населених пунктів, які «можуть не відповідати лексичним нормам української мови», зокрема стосуватися «російської імперської чи колоніальної політики». Громаді рекомендовано обґрунтувати доцільність збереження поточної назви або  запропонувати нову назву в установленому законодавством порядку.

## Населення
За переписом УРСР 1989 року чисельність наявного населення села становила 776 осіб, з яких 368 чоловіків та 408 жінок.
За переписом населення України 2001 року в селі мешкало 698 осіб.

### Мова
Розподіл населення за рідною мовою за даними перепису 2001 року:
| Мова       | Відсоток |
| ---------- | -------- |
| українська | 93,41 %  |
| російська  | 4,58 %   |
| вірменська | 1,43 %   |
| білоруська | 0,57 %   |

## Інфраструктура
- Колективне сільськогосподарське підприємство «Горностаївське».
- Середня загальноосвітня школа І—ІІІ ступенів.
- Яслі-садок «Ромашка».
- Будинок культури.

## Відома особа
Уродженець села:
- Самарський Віктор Борисович (нар. 10.08.1969) — український музейний експерт, громадський діяч, історик.